# Dreams (2025)
Dreams ist ein Spielfilm von Michel Franco aus dem Jahr 2025. Das Beziehungsdrama handelt von einem mexikanischen Balletttänzer, der in den USA eine verbotene Beziehung mit einer wohlhabenden Philanthropin eingeht. Die Hauptrollen übernahmen Jessica Chastain und Isaac Hernández. Die Weltpremiere der mexikanischen Produktion fand Mitte Februar 2025 im Rahmen der Internationalen Filmfestspiele Berlin (Berlinale) statt.

## Handlung
Fernando, ein aufstrebender Balletttänzer, träumt davon berühmt zu werden. Dafür verlässt er seine Heimat Mexiko, um in den USA sein Glück zu versuchen. Bald schon fängt er eine Beziehung mit der älteren Jennifer an. Sie ist wohlhabend, stammt aus der gehobenen Gesellschaft und arbeitet für eine Kunststiftung. Jennifer will Fernando dabei helfen, sein Ziel zu verwirklichen. Dabei bringt er ihre sorgfältig geordnete Welt ins Wanken. Obwohl sie versucht, eine gemeinsame Zukunft zu ermöglichen, hat sie auch Angst davor, die Erwartungen ihrer Familie zu enttäuschen. Schließlich verrät sie ihn an die Migrationsbehörde und erhofft sich dadurch, in Mexiko mit ihm problemloser zusammenleben zu können. Als sie ihm das offenbart, sperrt er sie in seine Wohnung und vergewaltigt sie. Jennifers Familie sucht nach ihr und kann sie aus der Gefangenschaft Fernandos befreien. Aus Rache veranlasst sie ihre Befreier dazu, Fernando das Schienbein zu brechen.

## Hintergrund
Für Michel Franco ist Dreams der neunte Spielfilm, bei dem er Regie führte. Auch verfasste er das Drehbuch und trat als Produzent auf. Für den mexikanischen Filmemacher ist es der dritte in den USA inszenierte Spielfilm nach seinem preisgekrönten Werk Chronic (2015) und der vorangegangenen Arbeit Memory (2023). Dabei arbeitete er zum sechsten Mal mit dem belgischen Kameramann Yves Cape zusammen. Als Liebespaar wurden die US-amerikanische Schauspielerin Jessica Chastain und mexikanische Balletttänzer Isaac Hernández verpflichtet. Hernández ist seit Januar 2025 erster Tänzer am American Ballet Theatre. Als Franco ihn tanzen sah, entschied er sich spontan, seine Geschichte über Tanz zu erzählen und Hernández für die Hauptrolle zu engagieren. Chastain hatte bereits zuvor in Memory eine tragende Rolle bekleidet. Franco hatte sie beim Dreh des Films auf sein Nachfolgeprojekt aufmerksam gemacht. Er lobte die Darstellerin für ihre „gute Zusammenarbeit“ und die zwischen ihnen entstandene „Dynamik“ und hoffte noch weitere Filme mit ihr zu inszenieren. Chastain war mit ihrer Gesellschaft Freckle Films auch als Executive Producer an Dreams beteiligt. Zum weiteren Schauspielensemble gehörten Rupert Friend und Marshall Bell.
Dreams wurde im Sommer 2023 in San Francisco und Mexiko-Stadt gedreht. Die Produktion hatte während des mehrmonatigen Streiks der Schauspielgesellschaft SAG-AFTRA eine Ausnahmegenehmigung erhalten. Franco gab an, dass die Beziehung zwischen den USA und Mexiko im Film thematisiert wird. Er verzichtete auf vorherige Proben und drehte die Szenen chronologisch ab. Es kam nur bei Bedarf zu zeitnahen Nachdrehs.
Die Produktionskosten werden auf drei Millionen US-Dollar geschätzt. Produziert wurde Dreams von Michel Francos und Eréndira Núñez Larios’ Gesellschaft Teorema. Neben Chastains Firma Freckle Films war auch AR Content mit Oleksandr Rodnjanskyj als Produzent an dem Filmprojekt beteiligt. Um die internationalen Verwertungsrechte kümmert sich das Unternehmen The Match Factory.

## Veröffentlichung und Rezeption
Dreams wurde am 15. Februar 2025 im Rahmen der 75. Berlinale uraufgeführt. Dort wurde das Werk in den Hauptwettbewerb um den Goldenen Bären eingeladen.
Im internationalen Kritikerspiegel des britischen Branchenmagazins Screen International erhielt der Film 2,7 von 4 möglichen Sternen und belegte unter allen gezeigten 21 Wettbewerbsfilmen einen Platz im vorderen Drittel.
Die Website Rotten Tomatoes fasste den Konsens der englischsprachigen Filmkritik mehrheitlich positiv zusammen. Von den nach der Premiere aufgeführten über einem Dutzend Kritiken sind 79 Prozent positiv („fresh“) und führten zu einer Durchschnittswertung von 6,3 von 10 möglichen Punkten..
Die Weltpremiere sollte ursprünglich im August/September 2024 im Rahmen des 81. Filmfestivals von Venedig erfolgen. Das Werk befand sich zu diesem Zeitpunkt aber noch in der Postproduktion und konnte daher dort nicht gezeigt werden. Mit New Order – Die neue Weltordnung (2020), Sundown – Geheimnisse in Acapulco (2021) und Memory (2023) waren alle drei vorherigen Regiearbeiten Francos im Hauptwettbewerb des Festivals uraufgeführt worden.